# Karl Verner
Karl Adolf Verner (Århus, 7 marzo 1846 – Copenaghen, 5 novembre 1896) è stato un filologo e linguista danese.
Verner è celebre soprattutto per l'articolo "Eine Ausnahme der ersten Lautverschiebung", 1875, nel quale rese noto di aver enunciato una legge fonetica (Legge di Verner) finalmente in grado di dare spiegazione, mediante comparazione, di alcuni fenomeni fonetici ritenuti fino ad allora semplici eccezioni (anche Verner usa il termine 'Ausnahme', 'eccezione') alla prima rotazione consonantica germanica, comunemente nota come Legge di Grimm.